# یدالله آقا عباسی
یدالله آقا عبّاسی (زادهٔ ۱۳۳۱ در کرمان) نویسنده و مترجم و کارگردان و بازیگرِ ایرانیِ نمایش است. او، غیر از نوشتنِ فراوان و نیز تدریسِ دانشگاهی، نمایشنامه‌هایی از آثول فوگارد و بهرام بیضایی و دیگرانی را هم بر صحنه نمایش داده است.

## برخی از نوشته‌ها

### تألیف
- دانشنامهٔ نمايش ایرانی: جستارهایی در فرهنگ و بوطیقای نمایش ایرانی (۱۳۹۱)
- نمایش خلاق (۱۳۸۵، ۱۳۸۸، ۱۴۰۲)
- فنون نمایش‌های ایرانی (۱۴۰۳)
- سنگ فرسنگ (مجموعه نمایش‌نامه) (۱۳۸۸)
- به جستجوی تو (رمان) (۱۳۹۵)
- بم، مهر بی‌ریای رودابه (۱۳۸۶)
- به گلی که فرشته‌اش می‌بایست (نمایشنامه) (۱۳۸۰)
- نمایشنامه‌های کرمان (فروبسته چشم،قصه کوتاه کن شهرزاد، دوغی عنابی) (۱۳۸۰)
- به ستاره‌ها، به باران (هفت نمایشنامه برای کودکان و نوجوانان) (۱۳۸۶)
- و دریا هماره می‌آشوبد (مجموعه شعر) (۱۳۸۰)
- جستارهایی در هنر نمایش (۱۳۹۰)
- سنگ تیمارخوار (مجموعه نمایشنامه) (۱۳۹۱)

### ترجمه
- مرغابی وحشی (هنریک ایبسن؛ ترجمه با بهزاد قادری)
- سیر طولانی روز در شب، (یوجین اونیل)
- عزا برازنده‌ی الکتراست (یوجین اونیل)
- سرگرمی‌ساز (جان آزبرن)
- از درمان گذشته (گراهام گرین؛ چاپ مجدد با عنوان فصل بارانی)
- غبار بنفش (شون اوکیسی؛ ترجمه با مریم موسوی)
- شهروندِ افتخاری (برایان فریل)
- راه باریک به شمال دور (ادوارد باند)
- آن شب که تورو زندانی بود (جروم لارنس و رابرت ای. لی؛ ترجمه با بهزاد قادری)
- بازنگری در بازیگری (فیلیپ ب. زاریلی)
- تماشا در عصر صفویه: آیین‌ها و اقتدار تشیع (ژان کالمار)
- نظریه‌ی صحنه‌ی مدرن (اریک بنتلی)
- کیمیاگران صحنه (میرلا شینو)
- در منطقهٔ جنگی و دو نمایشنامهٔ دیگر (یوجین اونیل)
- چراغی در بالاخانه (شل سیلور استاین)
- دیوار بزرگ چین (ماکس فریش)
- مرگ تصادفی یک آنارشیست (داریو فو)
- برگردان‌ها (برایان فرایل؛ ترجمه با مینا متصدی)
- امپراتور جونز (یوجین اونیل)